# پلازیر باهامبولا
لذت باهامبولا (انگلیسی: Plaisir Bahamboula؛ زادهٔ ۸ ژانویهٔ ۱۹۹۱) بازیکن فوتبال اهل فرانسه است.
از باشگاه‌هایی که در آن بازی کرده‌است می‌توان به باشگاه فوتبال رویال آنتورپ، باشگاه فوتبال سوشو، و باشگاه فوتبال میپا اشاره کرد.
وی همچنین در تیم ملی فوتبال زیر ۱۹ سال فرانسه بازی کرده‌است.